# Противоторпедный буль
Противоторпе́дный буль, бортово́й буль или противоми́нная наде́лка) (англ. anti-torpedo bulge, иногда anti-torpedo blister «противоторпедный блистер») — форма пассивной защиты надводных боевых кораблей от торпед в виде продольной подводной полости корпуса судна. Противоторпедные були (по одному булю на каждый борт) использовались в конструкциях крупных надводных боевых кораблей — авианосцев, линкоров и крейсеров) в период Первой и Второй мировых войн.

## Були иных конструкций и другого назначения
- Некоторые моторные лодки (напр., «Казанка-М», «Южанка») имеют в кормовой части приклёпанные к бортам герметичные були. Були расширяют плоскую кормовую часть днища лодки, повышают остойчивость, облегчают движение в режиме глиссирования[1].
- Надувные були, выполненные в виде съемного внешнего борта для маломерного судна, помимо повышения остойчивости, могут повысить грузоподъемность, мореходность и аварийную плавучесть без его серьезной модернизации. Также, такие були способны заменить брызгоотбойник и кранцы при швартовках[2].
- Существует класс жесткокорпусных надувных лодок, в которых були (надувные борта) являются неотъемлемой частью конструкции.
- На подводных лодках (глубоководных аппаратах) в булях (бортовых наделках лёгкого корпуса) могут размещаться балластные цистерны.